# Андреевка (Александрийский район)
Андре́евка (укр. Андріївка) — село в Приютовской поселковой общине Александрийского района Кировоградской области Украины.
Население по переписи 2001 года составляло 429 человек. Телефонный код — 5235. Код КОАТУУ — 3520380801.